# Куприянов, Иван Дмитриевич
Ива́н Дми́триевич Куприя́нов (1910—1962) — советский нефтяник. Герой Социалистического Труда.

## Биография
Родился 2 (15 сентября) 1910 года в д. Тинбаево (ныне Буинский район, Татарстан). Трудовую деятельность начал в 1929 году помощником кочегара на Верхнечусовском нефтепромысле. В 1930 году направлен на курсы бурильщиков Верхнечусовского учебного комбината, по окончании которых в 1931 году назначен помощником бурильщика нефтеразведки в Кизеле (Пермская область). Профессиональный рост начался с должности бурильщика конторы бурения треста «Ишимбайнефть» (1933—1943); затем буровой мастер конторы бурения № 1 треста «Туймазабурнефть» объединения «Башнефть» (1943—1961) на вновь открытом месторождении ишимбайской нефти. В сентябре 1943 года в связи с расширением добычи нефти на Туймазинском месторождении переведен в Октябрьский в контору бурения № 1 треста «Туймазанефть» объединения «Башнефть».
До 1962 года работал в системе объединения «Башнефть».
Входил в «Комитет в связи с 70-летием со дня рождения тов. И. В. Сталина» (см. Указ Президиума Верховного Совета СССР «Об образовании Комитета в связи с 70-летием со дня рождения тов. И. В. Сталина»).

## Награды и премии
- Герой Социалистического Труда (8 мая 1948 года) — за особые заслуги и творческую работу по внедрению форсированного режима турбинного бурения.
- Сталинская премия третьей степени (1950) — за разработку и осуществление скоростных методов бурения нефтяных скважин.
- орден Ленина (1948).
- медали.